# Хусид, Мордхе
Мо́рдхе Ху́сид (идиш מרדכי חסיד‎, англ. Mordecai Husid; 28 февраля 1909, Секуряны, Хотинский уезд, Бессарабская губерния — 17 ноября 1988, Монреаль, Канада) — канадский еврейский поэт и прозаик. Публиковался главным образом на идише, также на иврите.

## Биография
Учился в хедере и секурянской гимназии, которую окончил в 1926 году. В 1927—1930 годах учился в учительской семинарии в Вене, в 1930—1944 годах работал учителем в Выборгской средней школе с ивритом и финским языками обучения в Финляндии. В 1944—1950 годах жил в Швеции, где возглавлял отдел культурной работы среди переживших Холокост при еврейской общине Стокгольма. В 1948 году был делегатом от Швеции и Дании на Всемирном конгрессе еврейской культуры в Нью-Йорке. С 1950 года и до конца жизни работал учителем в еврейских школах Монреаля (в том числе в народной школе и учительской семинарии). Был редактором основной канадской еврейской газеты «Дер кенедер одлер» (канадский орёл).
Публиковался с юношеских лет. В 1928 году его рассказ «Тег ун нехт» (дни и ночи) получил первую премию на литературном конкурсе газеты «Унзер цайт» (наше время, Кишинёв). После этого его стихи, рассказы и очерки регулярно выходили в этой газете, а также в «Черновицер блетер» (черновицкие листки, Черновицы), «Инзл» (остров, Бухарест), «Уфганг» (восход, Сигет), «Литерарише блетер» (литературные листки, Варшава), «Дер шпигл» (зеркало, Буэнос-Айрес), «Идише билдер» (еврейские картинки, Рига), «Идиш» (Лондон), «Идише фолксцайтунг» (еврейская народная газета, Бразилия), «Хежбм» (счёт, Лос-Анджелес) и многих других. Печатался также в прессе на иврите — «Передот» (отъезды, Кишинёв), «ха-Олам» (мир, Лондон) и других. Был членом редакционной группы, издавшей сборник последних стихотворений Я. И. Сегала (1896—1954) в Монреале (1955), а также сборник произведений Шлойме Вайсмана (1961). Написал стихи к музыкальному спектаклю «Гринэ фелдер» (зелёные поля), поставленному труппой Доры Вассерман по Перецу Гиршбейну.
В книжной форме были опубликованы поэтические сборники «Дойрес шрайен мих арибер» (поколения перекликают меня, 1969), «А шотн трогт майн кройн» (тень несёт мою корону, 1975), «Штойб ун эйбикейт» (пыль и вечность, 1981), — всего пять книг поэзии и сборник прозы («Формен ин брен» — формы в огне, 1937).

## Публикации
- פֿאָרמען אין ברען (Формен ин брен — формы в огне, рассказы). Вильнюс: Б. Клецкин, 1937. — 206 с[12]
- דורות שרײַען מיך אַריבער (Дойрес шрайен мих арибер — поколения перекрикивают меня, стихи). Монреаль, 1969. — 141 с.[13][14]
- אַ שאָטן טראָגט מײַן קרױן (А шотн трогт майн кройн — тень несёт мою корону, стихи). Монреаль, 1975. — 149 с.
- שטױב און אײביקײט (Штойб ун эйбикейт — пыль и вечность, стихи). Монреаль, 1981. — 153 с.[15][16]